# Droga krajowa nr 201 (Litwa)
Droga krajowa nr 201 (lit. Krašto kelias 201, skrótowo: KK201) – jedna z litewskich dróg krajowych, o długości około 18,2 km. Zaczyna swój bieg w Mariampolu, niedaleko rzeki Szeszupy, a kończy się w Kalwarii, krzyżując się z drogą KK131. Na całej długości tworzy trasę równoległą do drogi magistralnej A5.
Jej ślad w całości znajduje się w okręgu mariampolskim. W miejscowości Jungėnai przecina linię kolejową Mariampol – Szostaków.